# Мейо (Флорида)
Мейо (англ. Mayo) — місто (англ. town) в США, в окрузі Лафаєтт штату Флорида. Населення — 1055 осіб (2020).

## Географія
Мейо розташоване за координатами 30°3′3″ пн. ш. 83°10′36″ зх. д. / 30.05083° пн. ш. 83.17667° зх. д. (30.050954, -83.176631).  За даними Бюро перепису населення США в 2010 році місто мало площу 2,33 км², уся площа — суходіл.

## Демографія
Згідно з переписом 2010 року, у місті мешкало 1237 осіб у 423 домогосподарствах у складі 269 родин. Густота населення становила 530 осіб/км².  Було 488 помешкань (209/км²).
Расовий склад населення:
| - 60,6 % — білих - 24,6 % — чорних або афроамериканців - 0,6 % — азіатів - 0,2 % — корінних американців - 11,1 % — осіб інших рас |

До двох чи більше рас належало 3,0 %. Частка іспаномовних становила 17,1 % від усіх жителів.
За віковим діапазоном населення розподілялося таким чином: 29,2 % — особи молодші 18 років, 53,6 % — особи у віці 18—64 років, 17,2 % — особи у віці 65 років та старші. Медіана віку мешканця становила 33,9 року. На 100 осіб жіночої статі у місті припадало 87,1 чоловіків;  на 100 жінок у віці від 18 років та старших — 89,2 чоловіків також старших 18 років.
Середній дохід на одне домашнє господарство  становив 42 737 доларів США (медіана — 32 188), а середній дохід на одну сім'ю — 50 600 доларів (медіана — 40 982). Медіана доходів становила 34 226 доларів для чоловіків та 28 036 доларів для жінок. За межею бідності перебувало 33,1 % осіб, у тому числі 65,4 % дітей у віці до 18 років та 16,3 % осіб у віці 65 років та старших.
Цивільне працевлаштоване населення становило 452 особи. Основні галузі зайнятості: освіта, охорона здоров'я та соціальна допомога — 16,8 %, мистецтво, розваги та відпочинок — 14,8 %, виробництво — 13,5 %, будівництво — 13,5 %.